# Автономный блог
Автономный блог (Standalone) — блог, издаваемый частным лицом, группой лиц или организацией, программное обеспечение и содержимое которого находится под управлением своего владельца, а не третьих лиц (интернет-служб, предоставляющих место и функциональность своего движка специально под блоги). См. Блог, техническая основа. 

## Преимущества и недостатки
К преимуществам автономного блога обычно относят следующее:
- Полный контроль владельца блогa за его содержимым;
- Возможность технологически развивать свой блог сколь угодно и в любые стороны;
- Дизайн блогa также находится полностью в руках его владельца;
- Результаты коммерческой деятельности (монетизация трафика блога) на 100 % в собственности владельца;
- Развитие и судьба блога ограничены исключительно фантазией и возможностями владельца.

Недостатки автономного блога по сравнению с блогами на общих блог-платформах следующие:
- Меньшая социальная связность — см. социальные сети;
- Более высокие требования к уровню технических знаний владельца (владение основами HTML и проч.);
- Более высокая вероятность временной недоступности блога из-за технического сбоя или тарифной политики хостера;
- Плата за хостинг и (иногда) движок, техническое обслуживание и ПО, в случае, если используется хостинг/колокейшн, или оплата трафика, если блог располагается на собственном сервере (площадке) владельца блога.

Перечисленные особенности определяют специфику выбора того или иного решения: как правило новички в Сети заводят блоги на блог-платформах, а затем, «возмужав», приобретя разнообразный опыт (как технический, так и опыт сетевого общения), уходят «на волю» — заводя собственный блог.
Вадим Артамонов («Вебпланета») отмечает два противоположных тренда развития блогосферы: «С одной стороны, пользователи сбиваются в стаи (комьюнити) на блог-платформах, а с другой — уходят из комьюнити в „одиночное плавание“… Хорошим аналогом, наверное, будет „деревня vs. хутор“. На хуторе надеяться можно только на себя и свои силы — зато можно делать всё что угодно (в пределах разумного). Как минус — недостаток социальных связей».